# Neoludwigia
Neoludwigia is een kevergeslacht uit de familie van de boktorren (Cerambycidae). De wetenschappelijke naam van het geslacht werd voor het eerst geldig gepubliceerd in 2008 door Sama.

## Soorten
Neoludwigia is monotypisch en omvat slechts de volgende soort:
- Neoludwigia lixoides (Lucas, 1849)